# إزالة المعادن الثقيلة في مرض التوحد

جزيء EDTA، وهو مادة كيميائية مسؤولة عن وفاة طفل مصاب بالتوحد بسبب نقص الكالسيوم في الدم.

العلاج بالاستخلاب للتوحّد هو تدخل مثير للجدل ويُحتمل أن يكون ضارًا، يستند إلى فرضية غير مثبتة بأن التوحّد ناتج عن تسمم بالمعادن الثقيلة، وخصوصًا الزئبق أو الرصاص. يُروَّج له أحيانًا كعلاج لتحسين السلوك أو شفاء التوحّد، على الرغم من عدم وجود أدلة علمية تدعم فعاليته.
قبل عام 2010، كان العلاج بالاستخلاب يُروّج له على نطاق واسع في الولايات المتحدة من قبل مؤيدي حركة "اهزموا التوحّد الآن!"، وخصوصًا بين الممارسين الشموليين. في عام 2005، أدى وفاة طفل مصاب بالتوحّد أثناء خضوعه لهذا العلاج إلى قيام المعهد الوطني للصحة النفسية في الولايات المتحدة بتعليق تجربة سريرية لأسباب أخلاقية. كما لم تجد مراجعة أدبية نُشرت عام 2013 أي دليل يدعم فعالية هذا العلاج لدى المصابين بالتوحّد. في فرنسا، بدأت التحذيرات من استخدام هذا العلاج بالظهور منذ عام 2011.
يرتبط العلاج بالاستخلاب بعدة آثار جانبية سلبية، منها اضطرابات في وظائف الكبد وتلف الكلى ونقص الكالسيوم في الدم. وبسبب نسبة الفائدة إلى الخطر غير المواتية، أصدرت عدة هيئات ومنظمات صحية، مثل مؤسسة كوكرين، والهيئة العليا للصحة في فرنسا، والوكالة الوطنية لسلامة الأدوية ومنتجات الصحة، توصيات بعدم استخدام هذا العلاج لعلاج التوحّد.

## السياق
يوصف العلاج بالاستخلاب عادة من قبل الأطباء فقط في حالات التسمم المؤكدة بالمعادن الثقيلة. مع ذلك، تم الترويج له خارج الإرشادات الطبية كعلاج لحالات مثل التوحّد ومرض ألزهايمر وأمراض القلب التاجية. هذا الاستخدام غير مدعوم بأدلة علمية، وغالبًا ما يكون مرتبطًا بأشخاص يفتقرون إلى المؤهلات الطبية اللازمة.
ظهر العلاج بالاستخلاب كعلاج مزعوم للتوحّد في سياق غياب العلاجات الشافية المعترف بها لهذه الحالة. ولا يُعتبر التسمم بالمعادن الثقيلة، مثل الزئبق أو الرصاص، سببًا للتوحّد، الذي يُعزى في الغالب إلى عوامل وراثية. الطبيب البريطاني مايكل فيتزباتريك، وهو والد لطفل مصاب بالتوحّد، انتقد الحركة الطبية الحيوية التي تروّج لهذا العلاج، معتبرًا أن هذا النهج يصوّر الأفراد المصابين بالتوحّد على أنهم "ملوّثون" بدلًا من الاعتراف بهم كأشخاص لديهم اضطراب في النمو العصبي، وهو منظور يرى أنه يهدد بتجريد الفرد من إنسانيته بحثًا عن "الطفل الحقيقي" المزعوم المختبئ خلف تشخيص التوحّد.

## التاريخ

### أصل العلاج بالاستخلاب في التوحّد

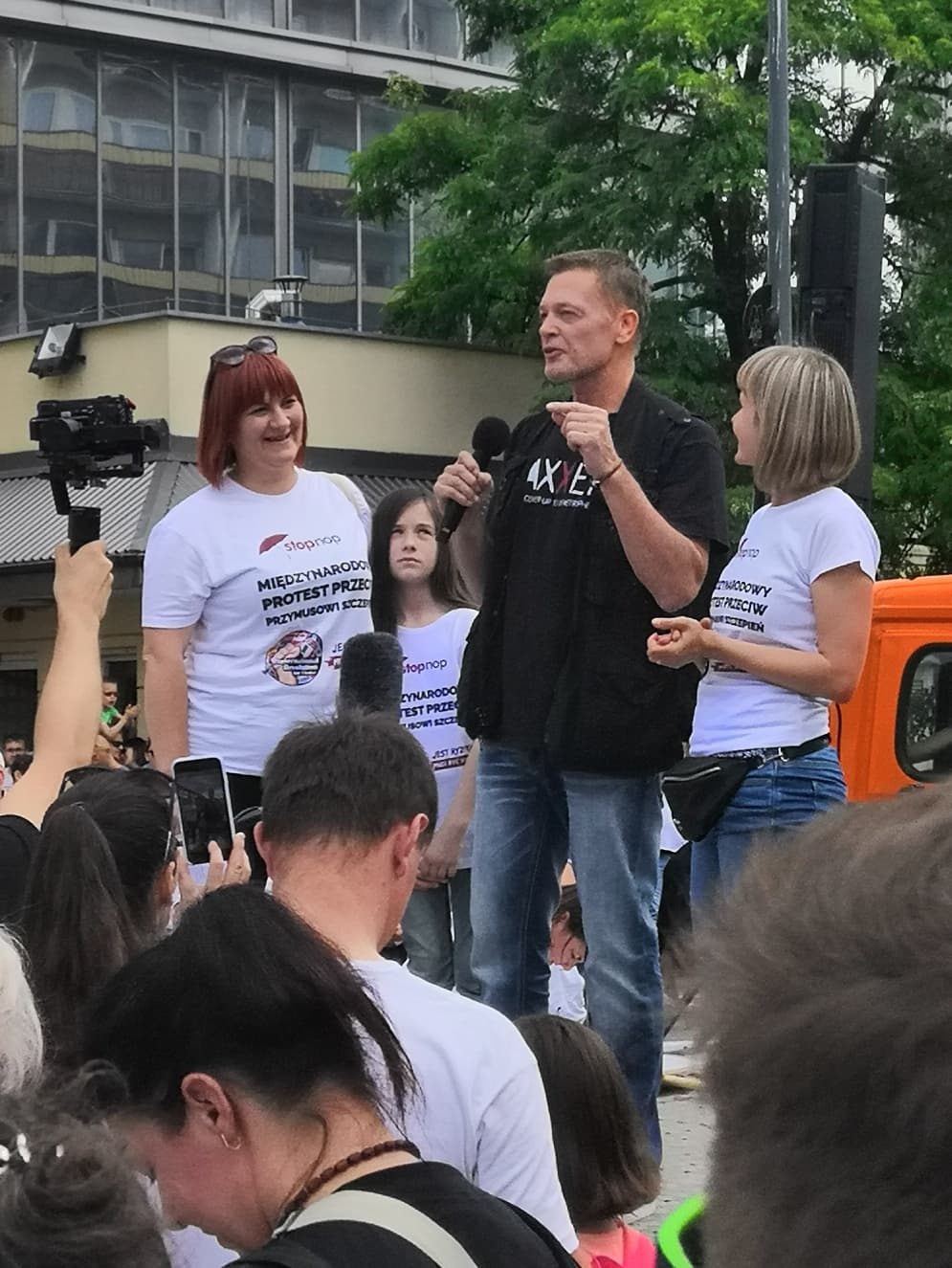
أندرو ويكفيلد ، الجراح البريطاني السابق الذي يقف وراء الفكرة الاحتيالية القائلة بأن لقاح الحصبة والنكاف والحصبة الألمانية هو السبب في مرض التوحد.

وفقًا لعدة مؤلفين، من بينهم مايكل فيتزباتريك، فإن صعود شعبية العلاج بالاستخلاب كعلاج بديل للتوحّد مرتبط بتأثير دراسة نُشرت عام 1998 من قبل الجرّاح البريطاني السابق أندرو ويكفيلد، والتي أُثبت لاحقًا أنها احتيالية. فقد زعمت هذه الدراسة زورًا وجود علاقة بين لقاح الحصبة والنكاف والحصبة الألمانية وظهور التوحّد. وفي عام 2001، نشرت مجلة "الافتراضات الطبية" مقالًا وصف التوحّد بأنه شكل من أشكال التسمم بالزئبق، مما جذب اهتمامًا إعلاميًا واسعًا. وفي عام 2002، نشر عالم الأحياء الخلوية باريس إم. كيد مقالتين في مجلة الطب البديل، اقترح فيهما الزئبق كسبب محتمل للتوحّد واقترح أن العلاج بالاستخلاب قد يكون علاجًا مناسبًا.
وفي السنوات التالية، نشر الباحثان مارك وديفيد غايير العديد من الدراسات التي تدّعي وجود صلة بين التعرض للزئبق والتوحّد، وطرحا العلاج بالاستخلاب كإجراء علاجي.
استمرت الفرضية القائلة بأن التوحّد ناتج عن التسمم بالزئبق على الرغم من السحب الرسمي لدراسة أندرو ويكفيلد وعدم وجود دليل علمي يربط مادة الثيومرسال، وهي مادة حافظة استُخدمت في بعض اللقاحات، بالتوحّد. كما تم اقتراح مصادر بديلة للتعرض للزئبق، مثل حشوات الأسنان، وتناول الأسماك، وبعض البخاخات الأنفية، ولكن لم يتم إثبات أي صلة بالتوحّد.
وفقًا للدكتور جيفري برينت من جامعة كولورادو في دنفر، فإن الادعاءات التي تربط المعادن الثقيلة بالتوحّد تستند غالبًا إلى دراسات أجرتها مختبرات تروّج لخدماتها عبر الإنترنت للجمهور ولممارسي الطب البديل. وغالبًا ما تكون هذه الدراسات منخفضة الجودة من الناحية المنهجية وتنشر في مجلات تفتقر إلى المصداقية العلمية.

### الانتشار والتحذيرات في أمريكا الشمالية
رغم غياب الأدلة العلمية على وجود تسمم بالرصاص أو الزئبق لدى المصابين بالتوحّد، فقد تم الترويج للعلاج بالاستخلاب وممارسته كعلاج في أمريكا الشمالية. وغالبًا ما يُسوّق له باعتباره "علاجًا معجزيًا" ويستهدف العائلات الباحثة عن حلول، مما قد يترتب عليه تكاليف مالية كبيرة. وقدّرت الصحفية نانسي شوت في تقرير لمجلة "ساينتيفيك أمريكان" عام 2010 أن تكلفة العلاج بالاستخلاب تبلغ نحو 3,000 دولار لكل فصل دراسي.
في عام 2004، أفاد مسح شمل 552 من الآباء الأمريكيين لأطفال مصابين بالتوحّد أن 7٪ من الأطفال كانوا يتلقون علاجًا بالاستخلاب. كما أظهر مسح آخر أُجري عام 2005 شمل 74 والدًا في نيويورك ونيوجيرسي أن 8٪ استخدموا عوامل استخلاب لأطفالهم. وفي عام 2009، أجرى معهد أبحاث التوحّد، المعروف بدعمه لنظريات مثيرة للجدل بشأن التوحّد، مسحًا عبر الإنترنت أشار إلى أن 74٪ من أصل 26,000 مشارك يعتقدون أن العلاج بالاستخلاب حسّن سلوك أطفالهم، في حين لم يلاحظ 26٪ أي تغيير، و3٪ أفادوا بتدهور الحالة. ومع ذلك، لم يحدّد المسح العوامل المستخدمة في الاستخلاب، مما يُضعف من قابلية تفسير النتائج.
وفي مسح آخر أُجري في العام نفسه شمل 479 والدًا، أفيد بأن 32 طفلًا خضعوا للعلاج بالاستخلاب، وذكر نحو نصف الآباء حدوث تحسن في السلوك، بينما أفاد 6٪ بتفاقم الأعراض. وكان التغيير السلوكي الأكثر تكرارًا هو انخفاض النشاط الزائد.
في عام 2013، قدّر اختصاصي السموم جيفري برينت أن نحو 500,000 طفل مصاب بالتوحّد في الولايات المتحدة كانوا يخضعون للعلاج بالاستخلاب سنويًا، على الرغم من غياب أدلة سريرية تشير إلى وجود تسمم خطير بالمعادن الثقيلة. واعتبر برينت أن هذا الاستخدام الواسع يُعد شكلًا من أشكال إساءة معاملة المرضى.
وفي عام 2009، أظهر مسح شمل أطباء أمريكيين أن أياً منهم لم يوصِ رسميًا باستخدام العلاج بالاستخلاب للتوحّد. فقد نصح 61٪ منهم بعدم استخدامه، بينما ذكر 26٪ أنهم يفتقرون إلى المعرفة الكافية لإبداء رأي.
واقترح برينت أنه، في غياب الإرشادات الرسمية، قد يعتمد الأطباء على اتخاذ قرارات غير رسمية تتأثر بتفضيلات المرضى أو أسرهم.
في عام 2016، صرّحت الكاتبة الكندية ناتالي شامبو في صحيفة "لو جورنال دو مونريال"، أثناء حديثها عن كتابها "أن تكون ولم تعد مصابًا بالتوحّد"، بأنها استخدمت استخلابًا نباتيًا وأدّعت زوال سمات التوحّد لدى طفليها. وتظهر شهادات مماثلة في كتاب "ثورة أمهات التفكير" الصادر عام 2013 وأُعيد طبعه عام 2015، والذي قدّمه الناشر كونه مجموعة من الروايات الشخصية لآباء يبحثون عن علاجات لأطفالهم المصابين بالتوحّد.
في آب 2018، بثّت قناة "سي بي سي نيوز" تقريرًا وصفت فيه العلاج بالاستخلاب للأطفال المصابين بالتوحّد بأنه ممارسة "خطيرة وغير مثبتة"، وتضمّن التقرير تعليقات خبراء سلّطوا الضوء على غياب الأدلة على الفعالية، مقابل وجود مخاطر موثقة. وكان رشيد بوتار، المعروف بنشر معلومات طبية مضللة خلال جائحة كوفيد-19، من بين المدافعين عن العلاج بالاستخلاب لعلاج التوحّد.

### الانتشار والتحذيرات في فرنسا
روّجت الطبيبة كورين سكوروبيكا، التي تلقت تدريبًا في نهج "اهزموا التوحّد الآن!" في الولايات المتحدة، للعلاج بالاستخلاب خلال مؤتمر عُقد في باريس في تشرين الأول 2002. في عام 2014، شاركت في تأليف كتاب بعنوان التوحّد: يمكن الشفاء منه مع لورين أميه، وتضمّن الكتاب مقدمة بقلم لوك مونتانييه. لاحظت الصحفية أوليفيا كاتان في تحليلها للكتاب أنه عرض العلاج بالاستخلاب على أنه يؤدي إلى نتائج "مدهشة". في عام 2012، نشرت مجموعة إيغاليتيد للدفاع عن الحقوق تحذيرًا على موقعها الإلكتروني حول المخاطر المرتبطة بعلاج الاستخلاب، منددةً بالممارسات الطائفية داخل مجتمع التوحّد، وأشارت إلى مقال نقدي على موقع شارلاتان.إنفو ذكر وقوع وفيات وتوقّف عدة دراسات ذات صلة.
عبّرت الصحفية سنتا ديبويت، المقيمة في بروكسل والمؤيدة للمقاربات التعليمية والغذائية البديلة، عن دعمها للعلاج بالاستخلاب خلال مؤتمر "الخروج من التوحّد" الذي نظمته في باريس في كانون الثاني 2016. كما روّجت لهذا العلاج بوصفه "الملاذ الأخير" في تقرير خاص نُشر في مجلة ألترناتيف سانتيه في نيسان 2018. وفي عام 2017، زعمت الكاتبة الفرنسية كريستين بوسكايون أن مزيجًا من التغييرات الغذائية والاستخلاب "اللطيف" أدى إلى شفاء ابنها من التوحّد، وأُعيد نشر هذا الادعاء في عام 2020.
في تموز 2018، أصدرت جمعية إس أو إس توحّد فرنسا تحذيرًا ضد العلاج بالاستخلاب، واصفةً إياه بالعلاج الزائف، ولاحظت ردود فعل شديدة من أنصاره. في نيسان 2019، أبلغت والدة طفل مصاب بالتوحّد الصحافة أنها بعد انضمامها إلى مجموعات على فيسبوك مخصصة للتوحّد، لاحظت الترويج لعلاج الاستخلاب من قبل أشخاص يزعمون أنه قادر على "شفاء التوحّد". وقد شُجّع الآباء على إرسال عينات من شعر أطفالهم إلى الولايات المتحدة لتحليلها، وشراء مواد الاستخلاب من الخارج لاستخدامها ضمن بروتوكولات علاجية قد تمتد حتى ست سنوات.
في كانون الأول 2019، بثّ برنامج كمبليمان دانكيت على قناة فرانس 2 تقريرًا من إعداد لورين غوبلين بعنوان "التوحّد: رحلة نحو المجهول"، تضمّن حالة أب فرنسي دفع لناتوروباث ألماني لتقديم علاجات استخلاب وريدية شهرية لابنته. وقد تعرّض غياب الإدانة الصريحة لهذه الممارسة من قبل المندوبة الوزارية المشتركة للتوحّد، كلير كومبانيون، لانتقادات من جمعية فرنسية تمثل المصابين بالتوحّد، وأعربت عن قلقها بشأن المخاطر المحتملة التي يتعرض لها هؤلاء الأشخاص من خلال هذا البرنامج.
في أيلول 2020، أصدرت الوكالة الوطنية لسلامة الأدوية ومنتجات الصحة في فرنسا تنبيهًا بعد أن رصدت حالات وُصفت فيها عوامل الاستخلاب لأطفال مصابين بالتوحّد على مدى عدة أشهر. في الوقت ذاته، نشرت أوليفيا كاتان، رئيسة جمعية إس أو إس توحّد فرنسا، كتاب الكتاب الأسود للتوحّد، والذي أشار إلى الترويج للعلاج بالاستخلاب في العديد من الكتب والمواقع الإلكترونية الناطقة بالفرنسية التي تركز على الطب البديل. وقد ورد أن نحو خمسين طبيبًا فرنسيًا وصفوا عوامل استخلاب أو مضادات حيوية لأطفال مصابين بالتوحّد خارج المؤشرات المصرح بها، وأعلن مجلس الأطباء الفرنسي أنه سيفتح إجراءات تأديبية بهذا الخصوص.

## المبدأ
ينطوي العلاج بالاستخلاب على استخدام مواد تهدف إلى إزالة المعادن الثقيلة من الجسم، تُحدَّد عادةً من خلال اختبارات تشخيصية غير مصادق عليها للاستخدام في حالات التوحّد. وتُطرَح هذه المعادن عبر البول أو البراز. ونظرًا للقبول المحدود للعلاج بالاستخلاب في الممارسات الطبية التقليدية، تلجأ بعض العائلات إلى معالجين طبيعيين، الذين يكونون أكثر استعدادًا لتقديم هذا النوع من العلاج. في فرنسا، يُدمج أحيانًا هذا العلاج مع تعديلات غذائية وعلاجات طويلة الأمد بالمضادات الحيوية، مثل تلك المرتبطة ببروتوكول كرونيميد.
نظرًا لمحدودية الدراسات القائمة وغموض أسباب التوحّد، أشار الباحث دان روسينيول إلى أن التغيرات السلوكية التي لوحظت لدى الأطفال الخاضعين للعلاج بالاستخلاب لا يمكن عزوها بشكل قاطع إلى إزالة المعادن الثقيلة، بل قد تكون ناجمة عن تأثيرات أخرى للعلاج.

### اختبارات الكشف عن المعادن الثقيلة
يُسبق العلاج بالاستخلاب عادةً باختبارات تحليل للدم أو الشعر أو البول لتقييم مستويات المعادن الثقيلة. ووفقًا لاختصاصي السموم الطبية جيفري برينت، فإن اختبارات البول تكون غالبًا غير موثوقة إذا أُجريت بعد إعطاء مادة الاستخلاب، إذ أن مقارنة هذه النتائج بالمعايير المرجعية للبول غير المستخلَب قد تؤدي إلى قراءات مرتفعة زائفة. كما شكك برينت في موثوقية تحليل الشعر، مشيرًا إلى غياب معايير مرجعية راسخة وصعوبة التمييز بين مصادر التلوث الداخلية والخارجية.
أشار الباحث دان روسينيول إلى أن بعض الدراسات حول العلاج بالاستخلاب لدى الأطفال المصابين بالتوحّد، مثل تلك التي أجراها جيمس بي. آدمز وزملاؤه، لم توضح ما إذا كانت المستويات المرتفعة من المعادن الثقيلة موجودة قبل بدء العلاج، أو ما إذا كانت التحسينات السريرية الملحوظة تُعزى مباشرةً إلى عملية الاستخلاب.

### المنتجات المستخدمة

رسم تخطيطي لجزيء حمض ثنائي ميركابتوسكسينيك.

تُروّج أحيانًا لأساليب نباتية، غالبًا باستخدام طحالب الكلوريلا على شكل كبسولات مع الكزبرة والثوم البري، رغم عدم وجود دليل رسمي على فعاليتها.
أما بالنسبة للعلاج الدوائي، فإن المواد الكيميائية الأكثر استخدامًا لدى الأفراد المصابين بالتوحّد تشمل:
- حمض ثنائي مركابتوسكسينيك، وهو عامل استخلاب للرصاص، ويُستخدم بدرجة أقل للزئبق، ويُعد من الأكثر شيوعًا.[S 1]
- دايميركابتوبروبانسلفونات الصوديوم، وهو عامل استخلاب أفضل للزئبق.[Pseud 8]
- حمض الإيثيلين دي أمين تترا أسيتيك، ويُستخدم لاستخلاب الرصاص.[Pseud 8]
- الرذاذات، والتي تُعد فعاليتها موثقة بشكل ضعيف للغاية.[Pseud 9]

وغالبًا ما تُعطى هذه المركّبات دون وصفة طبية رسمية، وفي بعض الحالات عبر طرق غير مصرح بها مثل الإعطاء الشرجي أو عبر الجلد. وتنشر مواقع بيع المكمّلات الغذائية محتوى زائفًا من الناحية العلمية يربط أسباب التوحّد بالتلوث واللقاحات، بهدف الترويج لمنتجات "طبيعية" للاستخلاب. كما يمكن لآباء الأطفال المصابين بالتوحّد الحصول على هذه العوامل عبر منصات البيع الإلكترونية والوصول إلى أوصاف تفصيلية لبروتوكولات الاستخلاب، بما في ذلك الجرعات وفترات العلاج، عبر مصادر الإنترنت والمنشورات المختصة بالطب البديل.

### المتابعة والمخاطر والآثار الجانبية
يمكن للعلاج بالاستخلاب أن يزيل أيضًا معادن ضرورية مثل الزنك المخزن في أنسجة الجسم. ولهذا، غالبًا ما تُعطى مكمّلات غذائية بشكل متزامن للتعويض عن هذه الخسائر.
ترتبط عوامل الاستخلاب بآثار جانبية متنوعة، من بينها الطفح الجلدي وتأثيرات محتملة على وظائف الكبد. ويوصى عادةً بالمتابعة الطبية المستمرة، بما في ذلك إجراء تحاليل دم منتظمة لمراقبة مستويات المعادن. ووفقًا لموك، فإن نحو 10٪ من الأطفال الذين يُعالجون بحمض ثنائي مركابتوسكسينيك، وهو من العوامل المصنفة على أنها أكثر أمانًا، يعانون من مشكلات في الجهاز الهضمي وارتفاع إنزيمات الكبد. وقد ذكر روسينيول أن الدراسات التي تناولت العلاج بالاستخلاب لدى الأطفال المصابين باضطراب طيف التوحّد تشير إلى أن آثاره الجانبية نادرة وفريدة وقابلة للعكس عند إعطائه بشكل سليم. في عام 2010، رُفع دعوى قضائية ضد روسينيول بزعم وصفه علاجات استخلاب غير ضرورية من الناحية الطبية وغير مبررة.
وقد حدد دافيسا وآخرون عدة آثار جانبية مرتبطة باستخدام العوامل الكيميائية للاستخلاب، من بينها الحمى، القيء، الإسهال، فقدان الشهية، ارتفاع أو انخفاض ضغط الدم، البواسير، الطعم المعدني، اضطرابات نظم القلب، ونقص الكالسيوم في الدم. ويُعتبر نقص الكالسيوم أخطر هذه الآثار، إذ قد يؤدي إلى توقف قلبي قاتل.

## الدراسات المنشورة
رغم وجود تقارير غير رسمية تصف تحسنًا سلوكيًا لدى الأطفال المصابين بالتوحّد بعد العلاج بالاستخلاب، لم تُظهر الدراسات العلمية لفترة طويلة أي دليل على فعاليته. وقد لاحظت الدكتورة جويس إليزابيث موك، في كتاباتها لجمعية العلوم في علاج التوحّد، أن العديد من المنشورات التي تروّج للعلاج بالاستخلاب استندت بشكل أساسي إلى آراء المؤلفين أو تجاربهم الشخصية، وغالبًا ما وُصفت بأنها دراسات "ما قبل التجريبية". وأشارت دراسة أولية أُجريت عام 2007 شملت عشرة أطفال إلى ندرة الأبحاث المنشورة حول تأثير علاج الاستخلاب أو التحكم البيئي في حالات التوحّد واضطراب نقص الانتباه.
في عام 2006، اقترح المعهد الوطني للصحة النفسية في الولايات المتحدة إجراء تجربة سريرية لتقييم فعالية استخلاب الزئبق لدى الأطفال المصابين بالتوحّد، مشيرًا إلى الاستخدام المتكرر لعامل الاستخلاب الفموي في هذا السياق. ومع ذلك، وبعد وفاة طفل أثناء تلقيه للعلاج في عام 2008، والانتقادات التي وُجّهت بشأن المخاطر المرتبطة به، لا سيما مع عدم إصابة أي من الأطفال بتسمم مؤكد بالمعادن الثقيلة، أُلغي المشروع قبل تسجيل أي مشاركين.
في عام 2008، أشار فيتزباتريك إلى أن دراسة كثيرًا ما يُستشهد بها لدعم استخدام العلاج بالاستخلاب للأطفال المصابين بالتوحّد والمعرضين للمعادن الثقيلة، نُشرت عام 2003، وأعدها جيف برادستريت، وهو طبيب من فلوريدا مرتبط ببرنامج "اهزموا التوحّد الآن!" التابع لمعهد أبحاث التوحّد، بالاشتراك مع مارك غايير وابنه. وقد لوحظ أن الثلاثة لديهم تضارب محتمل في المصالح بشأن الموضوع. وحُظر على مارك غايير ممارسة الطب في الولايات المتحدة عام 2011 بسبب تزييف مؤهلاته الطبية، وتقديمه ادعاءات مضللة بشأن التوحّد، واستخدامه علاجات غير مثبتة، من ضمنها تلك التي أدت إلى الإخصاء الكيميائي للأطفال المصابين بالتوحّد.
في عام 2008، نُشرت دراسة من جزأين في مجلة بي إم سي فارماكولوجيا سريرية أعدها جيمس بي. آدامز، وجيف برادستريت، وآخرون، وخلصت إلى أن علاج حمض ثنائي مركابتوسكسينيك يبدو آمنًا بدرجة معقولة للأطفال المصابين باضطراب طيف التوحّد الذين أظهروا إخراجًا بوليًا مرتفعًا للمعادن السامة، وقد يُسهم في تقليل بعض أعراض التوحّد.
في عام 2009، ذكر الدكتور دانيال أ. روسينيول من مركز الموارد الدولية لتنمية الطفل في ملبورن، فلوريدا، أن الدراسات المتوفرة حول الاستخلاب لدى الأطفال المصابين باضطراب طيف التوحّد تشير إلى أن آثاره الجانبية نادرة، وفريدة، وقابلة للعكس عند إعطائه بشكل مناسب. وقد كان روسينيول مرتبطًا ببرنامج "اهزموا التوحّد الآن!" وعضوًا في المجلس العلمي لجمعية "جنيريشن ريسكيو"، وقيّم العلاج بالاستخلاب بدرجة "ج" من حيث مستوى الأدلة على العلاجات الجديدة للتوحّد، وهي درجة تعني أن أيًا من الدراسات المراجعة لم يستوفِ معايير الدراسات العشوائية المحكمة. وخلص إلى أن الاستخلاب قد يكون خيارًا علاجيًا محتملاً لبعض الأفراد المصابين باضطراب طيف التوحّد الذين لديهم عبء مرتفع من المعادن الثقيلة.
في تموز 2013، نشرت الأستاذة تونيا إن. ديفيس، المتخصصة في علم النفس التربوي، وفريقها مراجعة أدبية حول العلاج بالاستخلاب بالمعادن الثقيلة لدى الأطفال المصابين بالتوحّد. وقد حللت المراجعة خمس دراسات، جميعها شملت أطفالًا. أربع دراسات أبلغت عن نتائج مختلطة، فيما أبلغت واحدة عن نتائج إيجابية استنادًا إلى تقرير غير رسمي من أحد الوالدين نُشر عام 1996. وقد كانت عدة دراسات من تلك التي جرت مراجعتها تعاني من قيود منهجية، من بينها غياب مجموعات المقارنة في ثلاث حالات، مما يمنع من إثبات دعم علمي لعلاج الاستخلاب كوسيلة فعالة لتقليل أعراض التوحّد.
في عام 2014، حدّدت مؤسسة كوكران مخاوف أخلاقية بشأن التجارب السريرية التي تشمل العلاج بالاستخلاب لدى الأطفال المصابين بالتوحّد، مشيرةً إلى المخاطر المصاحبة. وأكدت المؤسسة أنه لا ينبغي إجراء المزيد من التجارب دون إثبات علاقة سببية بين التعرض للمعادن الثقيلة والتوحّد، ودون ضمان سلامة المشاركين. وفي العام نفسه، نشرت الطبيبة المصرية هبة أ. يسّا من جامعة أسيوط مقالًا في مجلة التسمم البيئي والدوائي، ذكرت فيه أن عوامل الاستخلاب يمكن استخدامها في علاج اضطرابات طيف التوحّد، وأن إزالة السموم بهذه المواد تلعب دورًا في تحسين صحة الأطفال المتأثرين. وقد خالف هذا الموقف الإجماع العلمي السائد آنذاك.

### التوصيات الرسمية بعدم الاستخدام
في عام ٢٠١٢، لم توصِ الهيئة الفرنسية العليا للصحة باستخدام العلاج بالاستخلاب للمعادن الثقيلة كإجراء لمعالجة اضطرابات طيف التوحد.
وبالمثل، في عام ٢٠١٤، نصح المركز البلجيكي للمعرفة في الرعاية الصحية بعدم استخدام هذا العلاج، إلى جانب تدخلات الطب الحيوي التكميلية الأخرى، مشيرًا إلى التكاليف المالية المرتفعة والأدلة المحدودة على فعاليته.
وفي العام نفسه، أجرت منظمة كوكرين مراجعة للأبحاث المتوفرة وحددت دراسة واحدة فقط منخفضة الجودة قامت بتقييم فعالية العلاج بالاستخلاب لدى الأفراد المصابين بالتوحد. وخلصت المراجعة إلى عدم وجود أدلة من تجارب سريرية تدعم فعالية الاستخلاب الدوائي كعلاج للتوحد. كما أشارت إلى آثار جانبية محتملة وخطيرة، منها اضطرابات في مستويات الكالسيوم في الدم، ومشكلات في الكلى، وحالات وفاة مُبلّغ عنها، واستنتجت أن مخاطر الاستخلاب الدوائي تفوق أية فوائد معروفة.
في عام ٢٠١٨، أفادت نيام سي. لاغان وجوان بالف من مستشفى تالاغت في دبلن، في مجلة "المجلة الطبية البريطانية"، بأنه لا توجد أدلة تدعم حدوث انخفاض في أعراض التوحد بعد العلاج بالاستخلاب.
وفي عام ٢٠٢٠، أصدرت الجمعية الأوروبية للطب النفسي للأطفال والمراهقين بيان موقف رسمي شارك في تأليفه خواكين فوينتس، أمايا هيرفاس، وباتريسيا هاولن. وذكر البيان أنه لا توجد أدوية متاحة حاليًا لعلاج الأعراض الجوهرية للتوحد، وأن التدخلات البديلة – مثل الارتجاع العصبي، والتواصل المسهَّل، وتدريب التكامل السمعي، وأحماض أوميغا-٣ الدهنية، والسيكريتين، والعلاج بالاستخلاب، والعلاج بالأوكسجين عالي الضغط، والأنظمة الغذائية الإقصائية – لا تُعتبر علاجات مناسبة للسمات الجوهرية للتوحد.

### حالات وفاة
في عام ٢٠٠٦، تم الإبلاغ عن ثلاث حالات وفاة لأطفال في الولايات المتحدة بين عامي ٢٠٠٣ و٢٠٠٥ بعد استخدام علاج بالاستخلاب يعتمد على حمض الإيثيلين ديامين رباعي الأسيتيك.
وصف مقال نُشر عام ٢٠٠٨ من قبل أرلا ج. باكستر وإدوارد ب. كرينزيلوك في مجلة "علم السموم الإكلينيكي" حالة طفل مصاب بالتوحد يبلغ من العمر خمس سنوات توفي بسبب نقص كالسيوم الدم وتوقف القلب اللاحق، بعد أن أُعطي عن طريق الوريد عامل استخلاب خاطئ. وخلص المؤلفان إلى أن فعالية العلاج بالاستخلاب للأطفال المصابين بالتوحد لم يتم إثباتها وأنه قد يشكل مخاطر.
وعلى الرغم من القلق العام بعد هذه الحالات، بما في ذلك حادثة نالت تغطية إعلامية واسعة، استمر استخدام العلاج بالاستخلاب والترويج له للأطفال المصابين بالتوحد من قِبل مؤيدي النهج البيولوجي الطبي.